# OutRun 2006: Coast 2 Coast
OutRun 2006: Coast 2 Coast é um jogo eletrónico de automóveis desenvolvido pela Sumo Digital e lançado em 2006 pela Sega para Xbox, PlayStation 2, PlayStation Portable e Windows. O jogo é baseado em carros licenciados pela Ferrari.

## Jogabilidade
O jogo possui quinze carros licenciados da Ferrari, cada um classificado numa classe, dependendo da velocidade e de outros fatores. O jogo ainda possui trinta pistas diferentes, quinze baseadas em locais dos Estados Unidos e as outras quinze originais do OutRun 2. O jogo também possui um modo on-line, que permite que seis pessoas joguem simultaneamente, porém, o serviço on-line foi descontinuado em 16 de Maio de 2009, enquanto a versão de Xbox (console) só foi descontinuada em 15 de abril de 2010, por que a Xbox Live foi descontinuada no Xbox (console).

## Diferenças de plataformas
Na versão de PlayStation Portable, os carros, pistas, textura e etc... reduziram de tamanho, e também possui uma taxa baixa de FPS enquanto as demais versões possui uma taxa superior. Mesmo assim, a versão do PlayStation Portable foi bem recebida e ficou com a segunda melhor nota do jogo, só atrás da versão de Microsoft Windows. A versão que recebeu a menor nota foi a de Xbox.